# Kasper Niesiecki

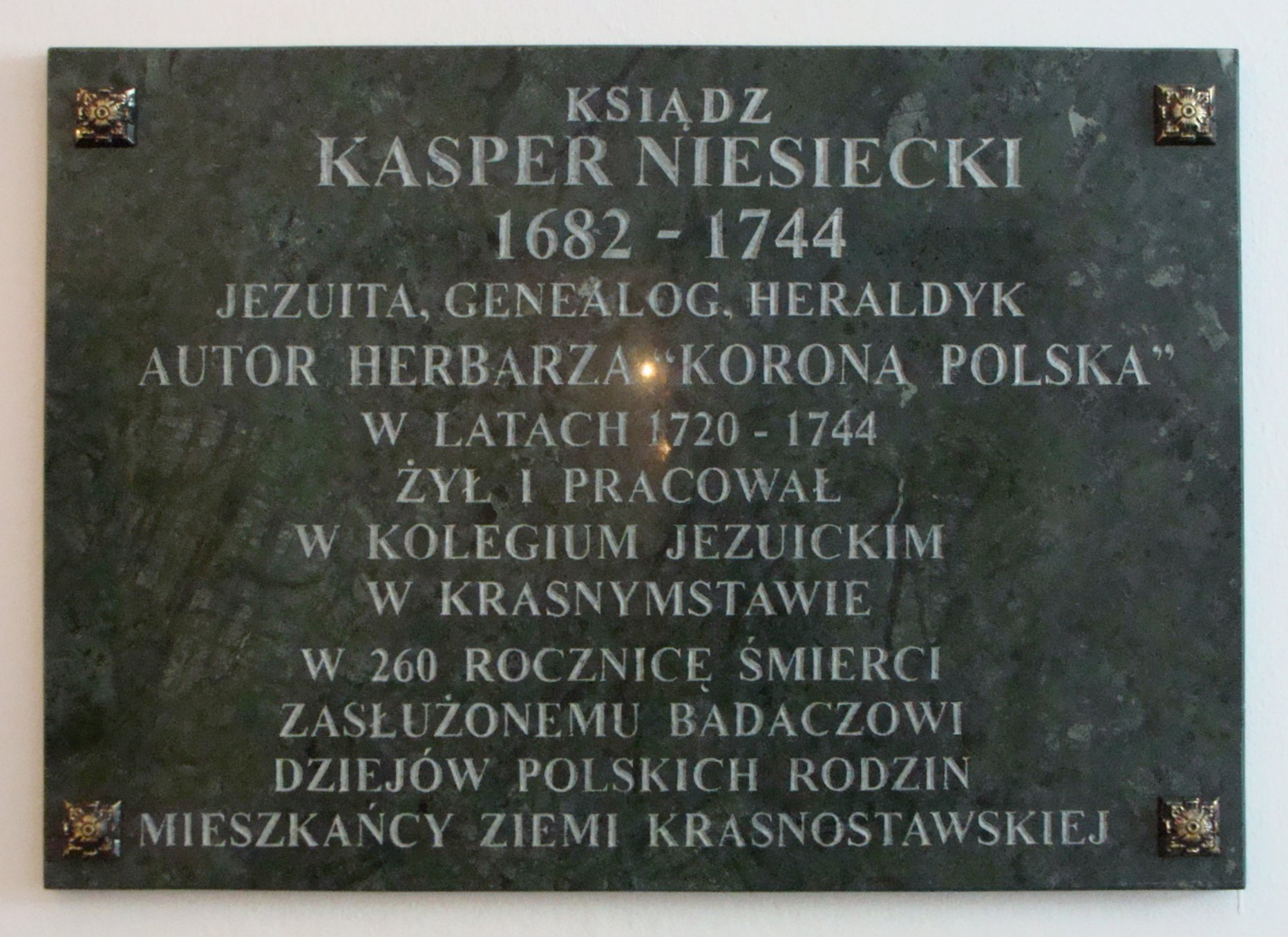
Gedenktafel am Jesuitenkolleg in Krossen

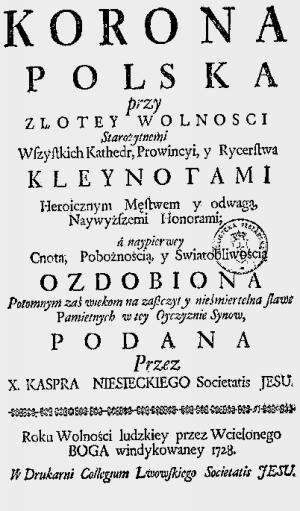
Titelblatt „Korona Polska...“

Kasper Niesiecki (* 31. Dezember 1682; † 9. Juli 1744 in Krasnystaw) war ein polnischer Jesuit und Heraldiker.

## Leben
Kasper Niesiecki entstammte einer  Familie aus Großpolen. Er besuchte die Jesuitenschule in Krosno. 1699 begann er das Noviziat der Jesuiten in Krakau. Von 1701 bis 1704 studierte er Philosophie in Lublin und erlangte den Abschluss als Magister. Danach setzte er seine Studien in Krosno und Lublin und Luzk fort, bevor er 1707 sein Theologiestudium an der Jagiellonen-Universität in Krakau aufnahm. Im Alter von 28 Jahren erhielt Niesiecki die Weihe zum Priester.
Er lehrte dann Rhetorik und Poetik, zunächst von 1712 bis 1713 in Bromberg und im Anschluss von 1713 bis 1714 in Konitz, schließlich von 1714 bis 1715 Rhetorik und Mathematik in Kalisch. In den Jahren von 1715 bis 1723 wirkte er als Priester in Masowien, Krakau, Lublin, Kalisch, Lemberg und Krasnystaw, wo er ab dem Jahr 1724 seinen ständigen Aufenthalt im Kloster hatte. Dort war er zunächst Leiter des Priesterseminars und lehrte die nächsten vier Jahre Moraltheologie. Hier verfasste er sein viel beachtetes vierbändiges Werk zum polnischen Adel bzw. dessen Wappen. Ab 1727 leitete er die dortige Kirche und hatte seinen Arbeitsschwerpunkt in der Seelsorge. Von 1740 bis 1741 stand er vorübergehend auch dem Priesterseminar in Sandomierz vor.

## Werke
- Korona Polska przy złotey wolnosci starożytnemi Rycerstwa Polskiego y Wielkiego Xięstwa Litewskiego kleynotami naywyższymi Honorami Heroicznym, Męstwem y odwagą, Wytworną Nauką a naypierwey Cnotą, nauką Pobożnością, y Swiątobliwością ozdobiona Potomnym zaś wiekom na zaszczyt y nieśmiertelną sławę Pamiętnych w tey Oyczyźnie Synow podana Przez X. Druckerei und Verlag des Jesuitenkollegs, Lemberg 1728 (Digitalisat der Ausgabe von 1839–1845, herausgegeben durch Jan Nepumucen Bobrowicz)